# کونئو
شهر  کونئو (به ایتالیایی: Cuneo) با جمعیت ۵۴٬۹۷۰ نفر  در ناحیه پیمونت در کشور ایتالیا واقع شده‌است.